# Saterfriesen
Die Saterfriesen sind eine der kleinsten Sprachgruppen in Europa. Sie gehören zum östlichen Zweig der friesischen Volksgruppe und sind damit eine anerkannte Minderheit in Deutschland. Sie bewohnen das Saterland (saterfries. Seelterlound), eine Gemeinde im nördlichen Landkreis Cloppenburg (Niedersachsen).
Die Saterfriesen stammen von Ostfriesen ab, die etwa um das Jahr 1200 nach mehreren Sturmfluten ihre alte Heimat verließen und das heutige Saterland besiedelten. Dort überlagerten und assimilierten sie die spärlich ansässige sächsische Urbevölkerung. Dass sie eindeutig zu den Friesen zählen, belegt ein Ereignis im Mai 1400: Zusammen mit den anderen ostfriesischen Herrschaften und Landgemeinden unterzeichneten sie ein Abkommen mit Vertretern der Hanse, dass sie den Vitalienbrüdern, in der Nordsee aktiven Seeräubern, keine Hilfe mehr gewähren würden. Auch in einer Urkunde aus dieser Zeit bezeichneten sich die Saterfriesen als zu den sieben friesischen Seelanden gehörig.
Das Besondere an den heutigen Saterfriesen ist, dass sie sich als letzte Friesen im östlichen Friesland die alte friesische Sprache bewahrt haben. Etwa 1000 bis 2500 Menschen sprechen einen mit niedersächsischen Elementen durchsetzten friesischen Dialekt, das Saterfriesische. Eine Untersuchung der Universität Göttingen kommt auf 2250 Personen. Nach einer anderen Quelle wird das Saterländer Friesisch nur noch von rund 1000 Menschen gesprochen.
Die Dörfer, in denen die Sprache noch zu hören ist, sind Ramsloh, Scharrel, Strücklingen und Sedelsberg in der Gemeinde Saterland. Die entsprechenden Ortsschilder sind zweisprachig mit den saterfriesischen Bezeichnungen Roomelse, Skäddel, Strukelje und Sedelsbierich beschriftet.
Nicht ganz einfach ist die Definition, wer genau ein Saterfriese ist. Unstrittig ist es bei den „Sprachfriesen“. Auch die nicht mehr friesischsprachige eingesessene Bevölkerung kann als friesisch gelten, allerdings lebt heute auch ein hoher Anteil an zugezogener Bevölkerung im Saterland. Trotzdem ist in Deutschland das Bekenntnis zur Zugehörigkeit zu einer Minderheit frei. Demnach ist jeder ein Saterfriese, der sich selbst als solchen bezeichnet.
Die Saterfriesen gehören zu den wenigen Friesen, die traditionell katholisch sind. Während der Reformation wechselten sie zwar zum Protestantismus, wurden aber wegen ihrer Zugehörigkeit zum Bistum Münster nach dem Westfälischen Frieden rekatholisiert.
Um die kulturellen Belange der Saterfriesen und die Bewahrung der Sprache kümmert sich der Heimatverein „Seelter Bund“, der in seinem Wappen neben dem saterfriesischen Siegel mit dem Bildnis Karls des Großen auch die Farben und Seerosen der Flagge der niederländischen Provinz Friesland aufgenommen hat. Damit soll ausdrücklich die Zugehörigkeit zur gesamtfriesischen Kultur betont werden.
Im Interfriesischen Rat ist das Saterland zusammen mit Ostfriesland, dem oldenburgischen Friesland und anderen friesischen Gebieten Niedersachsens in der Sektion Ost vertreten.